# Planigale kendricki
Planigale kendricki és una espècie de marsupial de la família dels dasiúrids. És endèmic d'Austràlia Occidental. Ocupa diversos tipus d'hàbitats sorrencs i rocosos. Els mascles fan fins a 74 mm de llargada (sense comptar la cua) i pesen fins a 12,5 g, mentre que les femelles assoleixen una llargada (sense comptar la cua) de 69 mm i un pes de fins a 9,5 g. Fou anomenat en honor del Dr. Peter Kendrick. Com que fou descoberta fa poc, l'estat de conservació d'aquesta espècie encara no ha estat avaluat formalment.